# Armin Friedmann
Armin Friedmann (* 31. Dezember 1863 in Budapest; † 30. Mai 1939 in Wien; Pseudonyme: Fanfaron, Kassian) war ein österreichischer Dramatiker und Journalist.

## Leben
Armin Friedmann wurde als Sohn des Juweliers David Friedmann und dessen Ehefrau Josefine Friedmann, geb. Taub, in Budapest geboren. Seine journalistische Tätigkeit begann er 1888 für Über Land und Meer und schrieb in den Folgejahren unter anderem für die Neue Musikzeitung, Frankfurter Zeitung, Pester Lloyd, Wage, Wiener Mode, Wiener Zeitung und Wiener Abendpost. Ende 1919 wechselte er als ständiger Kunstreferent zum Neuen Wiener Tagblatt. In einem Rückblick vom Jahr 1947 bezeichnete ihn die „Wiener Zeitung“, wo er ebenfalls als Kunstreferent tätig gewesen war, als „ein Original (und) eine Persönlichkeit der damaligen Journalistik“.
Als Dramatiker scheint Armin Friedmann erstmals 1904 mit dem Stück Die Kunst für’s Volk. Posse mit Gesang in drei Akten (Theater in der Josefstadt) auf. Nachweislich hat er 60 Theaterstücke unter seinem Namen und 19 unter dem Pseudonym Fanfaron verfasst. Er verfasste unter anderem komische Opern, Operetten, Schwänke, Possen, Lustspiele, Komödien, Volksstücke, Sketche und Revuen. Aufgeführt wurden seine Werke unter anderem in der Neuen Wiener Bühne, Rolandbühne, Residenzbühne, Carltheater, Theater in der Josefstadt, Apollo, Ronacher, Renaissancebühne, Café Lurion, Maxim, Hölle, Stark, Max & Moritz und Reklame.
Seit 1890 war Armin Friedmann mit der Kaufmannstochter Therese Reichel (* 1870) verheiratet, die 1942 im Ghetto Theresienstadt ermordet wurde. Er selbst war 1939 im Alter von 75 Jahren in Wien verstorben. Sein Grab befindet sich auf dem alten jüdischen Friedhof des Wiener Zentralfriedhofs.

## Auszeichnungen und Ehrungen
- 1909: Ritterkreuz des Franz Josef Ordens[5]
- 1914: Ehrenzeichen II. Klasse für Verdienste um das Rote Kreuz[5]
- 1926: Regierungsrat[5]

## Werke
- Abgebaut! Lebensbild von Fanfaron. (1923, Stark)
- Abschied von der Liebe. Phantastische Komödie in einem Akt von Fanfaron. (1913, Apollo)
- Die arme Margret. Ein Volksschauspiel aus dem alten Steyr in vier Akten von Armin Friedmann. Nach dem gleichnamigen Roman von Enrica von Handel-Mazzetti. (1911, Deutsches Volkstheater)
- Die Braut im Junggesellenheim von Middleton und Olivier, deutsch von Armin Friedmann (1929, Komödie)
- Das Brauthemd. Phantastische Groteske von Armin Friedmann. (1922, Hölle)
- Brautschau in Nikolsburg. Komödie in drei Akten von Armin Friedmann und Hans Kottow. (1923, Neue Wiener Bühne)
- Amor in Nikolsburg. (1927, Kammerspiele)[6]
- Caressa. Der Meisterschütze. Sketch von Armin Friedmann. (1921, Stark)
- Casanova am Rhein. Ein Spiel in 3 Aufzügen von Armin Friedmann und Paul Frank. (1911)
- Doktor Stieglitz. Lustspiel in drei Akten von Armin Friedmann und Ludwig Nerz. (1919, Neue Wiener Bühne)
- Die drei Grazien. Schwank in einem Akt von Fanfaron. (1920, Hölle)
- Ehrgeiz in der Küche. Eine kleine, komische Oper in einem Akt von Armin Friedmann. Mit freier Benützung einer Vorlage von Scribe. Musik nach Albert Lortzing von Ary van Leeuwen (1921, Wiener Musikalische Kammerspiele)
- Die erste Nacht. Sketch in einem Akt von Fanfaron. (1917; 1922 Café Lurion)
- Es war einmal ein Kupferschmied. Volksstück mit Gesang in drei Akten von Armin Friedmann. (1912, Raimundtheater)
- Familie Hatschek von Armin Friedmann. (1924, Renaissancebühne)
- Der Feuerwehrmann. Posse in einem Akt – nach fremdem Motiv – von Fanfaron. (1915, Theater in der Josefstadt)
- Figurini. Sketch von Fanfaron. (1922, Café Lurion)
- Floras Töchter. Schwank in 3 Akten von Armin Friedmann und Kurt Breuer (1935, Kammerspiele)
- Frau Breier aus Gaya. Revue mit drei Filmzwischenspielen und einem gerichtlichen Nachspiel von Alfred Deutsch-German und Armin Friedmann (1923, Rolandbühne)
- Frau Lohengrin. Komödie in drei Akten von Armin Friedmann und Fritz Lunzer. (1922, Renaissancebühne)
- Fredericus Rex. Ein Zeitbild in einem Akt von Armin Friedmann. Musik nach Friedrich dem Großen von Ary van Leeuwen. (1921, Wiener Musikalische Kammerspiele)
- Die führende Marke. Lustspiel von Armin Friedmann und Fritz Gottwald (1934, Kammerspiele)
- Der Gast aus Wien. Schwank von Armin Friedmann und Fritz Lunzer (1929, Carltheater)
- Der Gast des Königs. Komische Oper in drei Akten von Armin Friedmann. Frei nach Charles Dickens. Musik von Heinrich Reinhardt. (1915, Kaiserjubiläums-Stadttheater)
- Ein gefährlicher Herr. Sketch in einem Akt von Armin Friedmann. (1919, Künstlerspiele „Pan“; 1925, Reklame)
- General Goldschein. Geschichte in drei Akten von Armin Friedmann und Gustav Beer. (1922, Neue Wiener Bühne)
- Der Girglhof. Posse/Bauernkomödie von Armin Friedmann (1931, Neues Wiener Schauspielhaus)
- Der Glückstrompeter. Liebesgeheimnis. Operette in drei Akten von Gustav Beer und Armin Friedmann, Musik von Heinrich Reinhardt. (o. J., Wiener Colosseum)
- Der Hausherr von Nr. 17. Wiener Volksstück in drei Akten von Armin Friedmann. (1917, Volksbühne)
- Der Herr Curator. Schwank in drei Akten von Armin Friedmann. (1911, Theater in der Josefstadt)
- Der Herr Oberregisseur. Sketch von Fanfaron. (1923, Hölle)
- Die Herrin von Byzanz. Tragikomödie in einem Akt von Armin Friedmann. (1920, Ronacher)
- Ilonka. Eine Komödie aus dem Wiener Rokoko. Drei Akte von Armin Friedmann. (1925, Renaissancebühne)
- In Schönbrunn. Ein Stück mit Musik frei nach Emil Balassa von Armin Friedmann und Gustav Beer. (1921, Rolandbühne)
- Ein kecker Fratz. Sketch in einem Akt von Armin Friedmann. (1922, Stark)
- Klein Dorrit. Komische Oper in 3 Akten von Armin Friedmann, frei nach Charles Dickens; Musik von Heinrich Reinhardt.
- Der kleine Vulkan. Schwank in drei Akten von Alexander Engel und Armin Friedman. (1910, Neue Wiener Bühne)
- Konsul Max. Groteske Komödie in drei Akten von Armin Friedmann und Fritz Lunzer. (1922, Renaissancebühne)
- Die Kunst für’s Volk. Posse mit Gesang in drei Akten von Armin Friedmann und Ludwig Wolff. (1904, Theater in der Josefstadt)
- Liebe auf den ersten Blick. Groteske in einem Akt von Fanfaron mit freier Benützung einer fremden Grundidee. (1915, Theater in der Josefstadt; 1916 Rideamus; 1919 Varieté Gartenbau)
- Madame Boccaccio. Schwank in drei Akten von Alexander Engel und Armin Friedmann. (1920, Theater in der Josefstadt)
- Der Mädchenhändler. Posse in einem Akt von Fanfaron. (1922, Stark)
- Mama Blaustein. Lustspiel in drei Akten von Armin Friedmann und Gustav Beer. (1923, Theater in der Josefstadt; 1923, Rolandbühne)
- Marquis Komaro. Phantastischer Sketch von Fanfaron. (1922, Max & Moritz)
- Masken der Liebe. Phantastische Komödie in einem Akt von Armin Friedmann. (1919, Künstlerspiele „Pan“)
- Maxi. Komödie in einem Akt von Armin Friedmann und Louis Taufstein. (1924, Reklame)
- Mein Mann, der grosse Künstler. Schwank in drei Akten von Armin Friedmann. (1925, Volkstheater im k. k. Prater)
- Miss Exzentrick. Operette in einem Akt von Alexander Engel und Armin Friedmann. Musik von Heinrich Reinhardt. (1910, Apollo)
- Miss Pastrana. Posse in einem Akt von Fanfaron. (1924, Reklame)
- Mitzi’s Polterabend. Sketch von Fanfaron. (1921, Hölle)
- Moritz, der Gute. Schwank in drei Akten von Armin Friedmann und Julius Horst. (1924, Neues Wiener Stadttheater)
- Mozart auf der Reise nach Prag. Singspiel in einem Akt von Armin Friedmann. Frei nach W. A. Mozart bearbeitet von Ary van Leeuwen. (1921, Wiener Musikalische Kammerspiele)
- Nach der Redoute. In flagranti. Sketch in einem Akt von Armin Friedmann. (1921, Künstlerspiele „Pan“)
- Der (neue) Filmstar. Eine Kinoposse von Fanfaron. (1921, Maxim)
- Olga, die Perle. Schwank in drei Akten von Armin Friedmann. (1925, Residenzbühne)
- Onkel Bernhard. Lustspiel in drei Akten von Armin Friedmann und Hans Kottow. (1915, Neue Wiener Bühne)
- Paula Pelikan’s Pleite. Komödie in drei Akten von Armin Friedmann und Ludwig Nerz. (1926, Rolandbühne)
- Pepi die Perle von Armin Friedmann .(1925, Rolandbühne)
- Präsident Stopper. Lustspiel in drei Akten von Armin Friedmann und Gustav Beer. (1920, Neue Wiener Bühne)
- Professor Jonas oder Balaena mysticetus L. Phantastische Groteske in einem Akt von Fanfaron. (1921, Deutsches Volkstheater)
- Prokurist Poldi. Lustspiel in drei Akten von Armin Friedmann und Ludwig Nerz. (1917, Neue Wiener Bühne)
- Die Rachel. Komödie in drei Akten von Armin Friedmann. (1923, Theater in der Josefstadt)
- Rittmeister Barches. Komödie in einem Akt von Fanfaron und Harry Lutz. (1922, Café Lurion)
- Der rote Strich. Tragi-Komödie in einem Akt von Armin Friedmann. (1921, Hölle)
- Des Sängers Fluch von Armin Friedmann. (1908, Theater in der Josefstadt)
- Schandkerl! Chantecler up to date. Eine parodistische Ballettoperette aus dem Vogelreiche von Fanfaron. (1910, Apollo)
- Schottenring von Armin Friedmann und Ludwig Nerz (1933, Kammerspiele)
- Seid umschlungen Billionen. Schwank in 6 Bildern von Armin Friedmann und Alfred Deutsch-German. (1924, Rolandbühne)
- Sie und ihr Zimmerherr. Wiener Volksstück mit Gesang in drei Akten von Armin Friedmann und Fritz Lunzer. (1924, Volkstheater im k. k. Prater)
- Der Stempel. Schwank in einem Akt von Fanfaron. (1920, Stark)
- Susanna im Bade. Schwank in drei Akten von Armin Friedmann. (1924, Residenzbühne)
- Die Tante aus Dingsda. Burleske in einem Akt von Fanfaron und Harry Lutz. (1922, Café Lurion)
- Theaterblut. Operette in zwei Akten von Armin Friedmann und Gustav Beer. (1920, Apollo)
- Der Thomas-Kantor. Eine deutsche Komoedie in drei Aufzügen von Armin Friedmann. (1917, Deutsches Volkstheater)
- Treu, fleissig und ehrlich. Ein Wiener Possenspiel aus der Backhändel-Zeit von Fanfaron. (1919 Theater in der Josefstadt; 1922 Hölle; 1923 Rolandbühne)
- Die unmögliche Go-Go. Ein Tag aus dem Leben eines Laufmädels. In fünf Bildern von Paul Frank und Armin Friedmann. (1924, Residenzbühne)
- Weltgeschichte gefällig? Revue von Fritz Grünbaum und Armin Friedmann (1928, Boulevardtheater)
- Der Wienerische Hannswurst. Ein Alt-Wiener Possenspiel in drei Aufzügen von Armin Friedmann. (1917, Neue Wiener Bühne)
- Die Witwe. Komödie in 3 Akten von Renato Simoni. Aus dem Venezianischen Dialekt frei übersetzt und für die deutsche Bühne bearbeitet von Armin Friedmann. (1908, Theater in der Josefstadt)
- Die Zuwag. Wiener Volksstück von Armin Friedmann und Kurt Breuer (1936, Bürgertheater)